# Dscharamana
Dscharamana (arabisch جرمانا, DMG Ǧaramānā, auch Jaramana) ist eine Stadt im Gouvernement Rif Dimaschq im südlichen Kernland von Syrien.
Dscharamana liegt etwa 10 km südöstlich von Damaskus, zwischen der Innenstadt von Damaskus und dem internationalen Flughafen. Bei der Volkszählung 1981 betrug die Einwohnerzahl 64.305, Die Stadt ist zu einem Vorort von Damaskus geworden, mit 2009 geschätzten 189.888 Einwohnern.
Zur Stadt gehört ein Palästinenserlager, das 1948 eingerichtet wurde. 1967 wurden von den Golan-Höhen vertriebene Palästinenser hier angesiedelt (vgl. Palästinensisches Flüchtlingsproblem). Im Dezember 2008 befanden sich 18.740 Flüchtlinge in dem Lager.
Seit Beginn des Irakkrieges 2003 sind viele Iraker, vor allem christliche Assyrer nach Syrien geflohen. Etwa 70 Prozent der 200.000 Iraker im Land (2009) haben sich im Großraum Damaskus niedergelassen, eine größere Zahl auch in Dscharamana, das zum irakischen Viertel der Hauptstadt wurde.
In der Umgebung wird auf bewässerten Feldern Gemüseanbau betrieben. Die wirtschaftliche Blüte der Stadt rührt aber vor allem von ihrer Funktion als Handelsort. Mit den irakischen Flüchtlingen kam auch eine wohlhabende Bevölkerungsschicht.